# Guerra de Kivu
La guerra de Kivu es un conflicto armado entre las fuerzas armadas de la República Democrática del Congo y las fuerzas rebeldes comandadas por Laurent Nkunda (Congreso Nacional por la Defensa del Pueblo, en francés CNDP), que se desarrolla en la República Democrática del Congo (RDC). También se han involucrado en este conflicto las Fuerzas Democráticas para la Liberación de Ruanda (en francés FDLR) y la Misión de las Naciones Unidas en la República Democrática del Congo.
El FDARC de Nkunda está alineado con los Banyamulenge de la zona oriental del Congo (un grupo étnico tutsi) y con el gobierno de orientación tutsi de Ruanda. Sus oponentes principales son el FDLR de la etnia hutu, el ejército de la RDC, y las fuerzas de las Naciones Unidas.

## Trasfondo

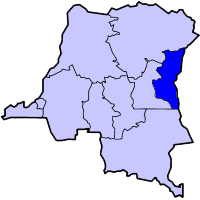
Región de Kivu.

Laurent Nkunda fue oficial de la facción rebelde de Goma Agrupación Congoleña para la Democracia (RCD) en la segunda guerra del Congo (1998-2002). El grupo rebelde, respaldado por Ruanda, buscaba derrocar al entonces presidente congoleño Laurent-Désiré Kabila. En el 2003, cuando terminó oficialmente esa guerra, Nkunda se unió al nuevo ejército nacional integrado del gobierno de transición como coronel y fue ascendido a general en 2004. Pronto rechazó la autoridad del gobierno y se retiró con algunas tropas de la RCD de Goma a los bosques de Masisi en provincia de Kivu del Norte.

## Historia

### Insurgencia de la FDLR
Las Fuerzas Democráticas para la Liberación de Ruanda (FDLR) contaba entre sus integrantes con los miembros originales de Interahamwe que dirigieron el genocidio de Ruanda en 1994. Recibió un amplio respaldo y cooperación del gobierno del presidente congoleño Laurent-Désiré Kabila, quien utilizó a las FDLR como fuerza delegada contra los ejércitos ruandeses extranjeros que operaban en el país, en particular el Fuerzas Ruandesas de Defensa (ala militar del RPF) y Agrupación Congoleña para la Democracia respaldado por Ruanda. En julio de 2002, las unidades de las FDLR que aún se encontraban en el territorio controlado por Kinshasa se trasladaron a Kivu del Norte y Kivu del Sur. En ese momento se pensaba que tenía entre 15.000 y 20.000 miembros. Incluso después del final oficial de la segunda guerra del Congo en 2002, las unidades de las FDLR continuaron atacando a las fuerzas tutsis tanto en el este de la RDC como al otro lado de la frontera con Ruanda, lo que aumentó enormemente las tensiones en la región y planteó la posibilidad de otra ofensiva ruandesa en la República Democrática deL Congo, siendo la tercera desde 1996. A mediados de 2004, varios ataques obligaron a 25.000 congoleños a huir de sus hogares.

### 2004-2009: rebelión del CNDP de Nkunda
A principios de 2004, el proceso de paz ya había comenzado a desmoronarse en Kivu del Norte. Según los términos del acuerdo, todos los beligerantes debían unirse a un gobierno de transición y fusionar sus fuerzas en un solo ejército nacional. Sin embargo, rápidamente quedó claro que no todas las partes estaban totalmente comprometidas con la paz. Una señal temprana de esto fue la deserción de tres oficiales superiores de la Agrupación por la Democracia Congoleña (RCD), entre ellos Laurent Nkunda, para formar un movimiento político que se transformó en el Congreso Nacional para la Defensa del Pueblo (CNDP), provocando una rebelión en julio de 2006. La región se sumió una vez más en la agitación, y los combates alcanzaron la intensidad de la segunda guerra del Congo. Si bien los Mai Mai (milicias de autodefensa) fueron responsables de parte de esta violencia, la lucha entre el CNDP y las Fuerzas Democráticas de Liberación de Ruanda (FDLR), el grupo hutu más grande de Ruanda, estaba en el centro.

#### 2004
En 2004, las fuerzas de Nkunda comenzaron a enfrentarse con el ejército de la RDC en Kivu del sur y ocuparon Bukavu durante ocho días en junio de 2004, donde fue acusado de cometer crímenes de guerra. Nkunda afirmó que estaba tratando de prevenir el genocidio contra los banyamulenge, que son residentes étnicos tutsi en el este de la RDC. Esta afirmación fue rechazada por la Misión de las Naciones Unidas en la República Democrática del Congo (MONUSCO). Tras las negociaciones de la ONU que aseguraron la retirada de las tropas de Nkunda de Bukavu a los bosques de Masisi, parte de su ejército se dividió. Dirigido por el coronel Jules Mutebusi, partió hacia Ruanda. Se informó que alrededor de 150,000 personas que hablan kinyarwanda (del propio grupo lingüístico de Nkunda) huyeron de Kivu del sur a Kivu del norte por temor a los ataques de represalia del ejército de la República Democrática del Congo.

#### 2006
En enero de 2006, las tropas de Nkunda se enfrentaron con las fuerzas armadas de la República Democrática del Congo, que también habían sido acusadas de crímenes de guerra por la MONUC. Se produjeron más enfrentamientos durante agosto de 2006 en los alrededores de la ciudad de Sake. Sin embargo, la MONUC se negó a arrestar a Nkunda después de que se emitiera una orden de arresto internacional en su contra, afirmando que "el Sr. Laurent Nkunda no representa una amenaza para la población local, por lo que no podemos justificar ninguna acción contra él". En Junio del mismo año, Nkunda quedó sujeto a las restricciones del Consejo de Seguridad de las Naciones Unidas.
Durante la primera y la segunda ronda de las disputadas y violentas elecciones generales de 2006, Nkunda había dicho que respetaría los resultados. Sin embargo, el 25 de noviembre, un día antes de que el Tribunal Supremo dictaminara que Joseph Kabila había ganado la segunda vuelta de las elecciones presidenciales, las fuerzas de Nkunda emprendieron una ofensiva considerable en Sake contra la 11.ª Brigada del ejército de la República Democrática del Congo, enfrentándose también con las fuerzas de mantenimiento de la paz de la MONUC. Se hipotetiza que dicho ataque pudo no haber estado relacionado con las elecciones sino con el "asesinato de un civil tutsi cercano a uno de los comandantes de este grupo".
La ONU pidió al gobierno de la RDC que negociara con Nkunda, enviándose al entonces ministro del Interior, el general Denis Kalume como mediador de las negociaciones.
El 7 de diciembre de 2006, tropas de la RCD-Goma atacaron posiciones del ejército de la RDC en Kivu del Norte. Con la ayuda militar de la MONUC, se informó que el ejército de la República Democrática del Congo recuperó sus posiciones y que unos 150 efectivos de la RCD-Goma murieron. Aproximadamente 12.000 civiles congoleños huyeron de la República Democrática del Congo al distrito de Kisoro, Uganda. También ese día, se disparó un cohete desde la República Democrática del Congo al distrito de Kisoro, matando a siete personas.

#### 2007
A principios de 2007, el gobierno central de la RDC intentó reducir la amenaza que representaba Nkunda intentando integrar más a sus tropas en las FARDC, las fuerzas armadas nacionales, en lo que se denominó un proceso de 'mezcla'. Sin embargo, esto resultó contraproducente, provocando que Nkunda controlara cinco brigadas de tropas armadas. El 24 de julio de 2007, el jefe de mantenimiento de la paz de la ONU, Jean-Marie Guehenno, declaró: "Las fuerzas del señor Nkunda son la amenaza más grave para la estabilidad en la República Democrática del Congo".

#### Tratado de paz de enero del 2008
El grupo de Nkunda asistió a las conversaciones de paz de principios del 2008, retirándose el 10 de enero de 2008, luego de un presunto intento de arresto de uno de sus miembros. Más tarde regresaron a las conversaciones. El calendario de conversaciones se amplió hasta el 21 de enero de 2008 y luego hasta el 22 de enero de 2008. Se extendió aún más hasta el 23 de enero de 2008 por los desacuerdos finales sobre algunos casos de crímenes de guerra.  El acuerdo de paz se firmó el 23 de enero de 2008 e incluía disposiciones para un alto el fuego inmediato, la retirada gradual de todas las fuerzas rebeldes en la provincia de Kivu del Norte, el reasentamiento de miles de aldeanos e inmunidad para las fuerzas de Nkunda.

#### Conflicto en otoño del 2008
El 26 de octubre de 2008, los rebeldes de Nkunda se apoderaron de un importante campamento militar, junto con el Parque Nacional de Virunga, para utilizarlos como base desde donde lanzar ataques. Esto ocurrió después de que fracasara el tratado de paz, y la lucha resultante desplazó a miles de personas. El parque se tomó debido a su ubicación estratégica en una carretera principal que conduce a la ciudad de Goma. El 27 de octubre comenzaron los disturbios alrededor del recinto de las Naciones Unidas en dicha ciudad, con civiles apedreando el edificio y arrojando cócteles molotov, alegando que las fuerzas de la ONU no habían hecho nada para evitar el avance rebelde. El ejército nacional congoleño también se retiró bajo la presión del ejército rebelde en una "gran retirada".

#### Participación de Angola
En noviembre de 2008, durante los enfrentamientos en los alrededores de Goma, una fuente de la ONU informó que tropas angoleñas fueron vistas participando en operaciones de combate junto a las fuerzas gubernamentales. Kinshasa negó repetidamente que hubiera tropas extranjeras en su territorio, una afirmación de la que se hizo eco la misión de la ONU, que cuenta con 17.000 cascos azules de mantenimiento de la paz sobre el terreno. Hay "cooperación militar" entre Congo y Angola, y que "tal vez haya instructores (militares) angoleños en el país", según la ONU. Angola, una antigua colonia portuguesa, se puso del lado de Kinshasa en la segunda guerra del Congo de 1998 a 2003 que estalló cuando la República Democrática del Congo estaba en una rebelión masiva.

#### Captura de Nkunda y tratado de paz
El 22 de enero de 2009, el ejército ruandés, durante una operación conjunta con el ejército congoleño, capturó a Nkunda cuando huía de la República Democrática del Congo hacia la vecina Ruanda. Inicialmente las autoridades ruandesas no anunciaron si es que Nkunda sería entregado al gobierno de la RDC, país que ha emitido una orden internacional de arresto contra él. Un portavoz militar dijo que Nkunda había sido capturado después de enviar tres batallones para repeler un avance de una fuerza conjunta congolesa-ruandesa. La fuerza era parte de una operación conjunta congoleña-ruandesa que se lanzó para cazar a los milicianos hutus ruandeses que operaban en la República Democrática del Congo. Un portavoz militar ruandés afirmó que Nkunda se encontraba recluido en Gisenyi, una ciudad en el distrito de Rubavu en la provincia occidental de Ruanda. El gobierno de la República Democrática del Congo sugirió que su captura pondría fin a las actividades de uno de los grupos rebeldes más temidos del país, dividido recientemente por una disputa de liderazgo.

### 2009-2012
Durante el fin de semana del 9 al 10 de mayo de 2009, los rebeldes hutu ruandeses de las FDLR fueron culpados de los ataques contra las aldeas de Ekingi y Busurungi en la provincia oriental de Kivu del Sur en el Congo. More than 90 people were killed at Ekingi, including 60 civilians and 30 government troops, and "dozens more" were said to be killed at Busurungi. Más de 90 personas murieron en Ekingi, incluidos 60 civiles y 30 soldados del gobierno, y se dijo que "docenas más" murieron en Busurungi.[99] Las FDLR fueron culpadas por la Oficina de Coordinación de Asuntos Humanitarios de las Naciones Unidas; la fuerza de mantenimiento de la paz de la ONU, la MONUC y el ejército congoleño investigaron los ataques.[99] Las FDLR habían atacado varias otras aldeas en las semanas anteriores y se produjeron enfrentamientos entre las fuerzas de las FDLR y el ejército congoleño, durante los cuales, según informes, las fuerzas gubernamentales perdieron hombres[100]. Los ataques más recientes obligaron a un número significativo de personas a abandonar sus hogares en Busurungi y trasladarse a Hombo, 20 km (12 millas) al norte.[100] El ejército congoleño y la MONUC estaban planeando operaciones en Kivu del Sur para eliminar a las FDLR.[100]
El 18 de agosto, los rebeldes Mai-Mai mataron a tres soldados indios de la ONU en un ataque sorpresa en una base de la MONUSCO en Kirumba, Nord-Kivu.[101] El 23 de octubre, los rebeldes Mai-Mai atacaron una base de la MONUSCO en Rwindi (30 km o 19 millas al norte de Kirumba). Las tropas de la ONU mataron a 8 rebeldes en la batalla.

### Rebelión del Movimiento 23 de Marzo (M23)
En marzo de 2009, el CNDP había firmado un tratado de paz con el gobierno, en el que aceptaba convertirse en partido político a cambio de la liberación de sus miembros encarcelados. En abril de 2012, soldados del ex Congreso Nacional para la Defensa del Pueblo (CNDP) se amotinaron contra el gobierno. Los amotinados formaron un grupo rebelde llamado Movimiento 23 de Marzo (M23). El excomandante del CNDP Bosco Ntaganda, conocido como "Terminator", está acusado de fundar el movimiento. El 4 de abril, se informó que Ntaganda y 300 soldados leales desertaron de la República Democrática del Congo y se enfrentaron con las fuerzas gubernamentales en la región de Rutshuru, al norte de Goma.

### 2013: intervención de la MONUSCO
El 28 de marzo de 2013, ante las oleadas recurrentes de conflicto en el este de la RDC que amenazaban la estabilidad y el desarrollo generales de la región, el Consejo de Seguridad decidió, mediante su Resolución 2098, crear una "brigada de intervención" especializada para un período de un año. Esta brigada consistiría en tres batallones de infantería, uno de artillería y una compañía de fuerzas especiales y reconocimiento y operaría bajo el mando directo del Comandante de la Fuerza MONUSCO, con la responsabilidad de neutralizar a los grupos armados y el objetivo de contribuir a reducir la amenaza que representan los grupos armados.
El consejo también decidió que la MONUSCO reforzará la presencia de sus componentes militares, policiales y civiles en el este de la RDC, reduciendo además su presencia en áreas no afectadas por el conflicto, en particular Kinshasa y en el oeste República Democrática del Congo.
Posteriormente se agregaron milicias del batallón de infantería de Malaui, habiendo un 95% de estas tropas ya participado en misiones de mantenimiento de la paz en Kosovo, Liberia, Ruanda y Sudán.

### 2015–2016 reinsurgencia
En enero de 2015, se informó que tropas de la ONU y del Congo estaban preparando una ofensiva contra las FDLR en la región de Kivu, mientras atacaban posiciones de las FNL-Nzabampema en el este del país durante el 5 de enero de 2015. Varios días antes, una infiltración de un grupo rebelde desconocido desde el este del Congo a Burundi dejó 95 rebeldes y 2 soldados burundeses muertos.
El 13 de enero de 2015, el ejército congoleño realizó una conferencia de prensa anunciando la destrucción de cuatro de las 20 facciones militantes que operan en Kivu del Sur. El grupo armado Raïa Mutomboki se someterá al desarme. Un total de 39 rebeldes fueron asesinados y 24 capturados desde el inicio de la operación Sokola 2 en octubre de 2014, también se incautaron 55 armas y grandes cantidades de municiones. Las bajas de las FARDC ascendieron a 8 muertos y 4 heridos.
El 25 de enero de 2015, 85 rebeldes de Raïa Mutomboki se rindieron a las autoridades en la ciudad de Mubambiro, Kivu del Norte; los exmilitantes se integrarìan gradualmente en las FARDC. A principios de enero, Raïa Mutomboki, fundadora de Nyanderema, se acercó a la ciudad de Luizi con un grupo de 9 combatientes, anunciando su abandono de la lucha armada. Se transfirieron 24 rifles, 2 granadas y otro equipo militar a las FARDC durante los dos incidentes.
El 31 de enero, las tropas de la RDC lanzaron una campaña contra los rebeldes hutus de las FDLR. El 13 de marzo de 2015, un portavoz militar anunció que un total de 182 rebeldes de las FDLR habían muerto desde el inicio de la ofensiva de enero. Se incautaron grandes cantidades de armas y municiones, mientras el ejército recuperaba las localidades de Kirumba Kagondo, Kahumiro, Kabwendo, Mugogo, Washing 1 y 2, Kisimba 1, 2 y 3, entre otras localidades.
En enero de 2016, estallaron combates entre las milicias FDLR, ADF y Mai-Mai, lo que provocó que miles de personas huyeran a las áreas circundantes en Goma, Kivu del Norte.

### 2017–2021: Fuerzas Democráticas Aliadas e insurgencia islámica
Aproximadamente 1,7 millones se vieron obligados a huir de sus hogares en la República Democrática del Congo en el año 2017 como resultado de la intensificación de los combates. Ulrika Blom, una trabajadora humanitaria de Noruega, comparó la crisis de refugiados con los números con Yemen, Siria e Irak.

### Año 2022
A partir del 28 de marzo de 2022, el Movimiento M23 lanzó una nueva ofensiva en Kivu del Norte, supuestamente con el apoyo de Ruanda y Uganda. La ofensiva resultó en el desplazamiento de decenas de miles de refugiados, mientras que los rebeldes habían podido capturar parte del territorio en junio.